# Sistema Bessey
En una cronología de la clasificación botánica taxonómica, el sistema Bessey es un sistema filogenético o de evolución temprano. Bessey consideró a las Spermatophyta como teniendo un origen polifilético,  compuestas por tres diferentes phyla, de las que trató solo las Anthophyta o Angiospermas. Con algunas modificaciones, muchas clasificaciones modernas siguieron la tradición de Bessey.

## Clasificación
Las fuentes de la clasificación que sigue son de G. H. M. Lawrence y de la publicación original de 1915.
- phylum Angiospermae
1 classis Alternifoliae sin.:Monocotyledoneae
1 subclassis Strobiloideae
orden Alismatales
Alismataceae
Butomaceae
Triuridaceae
Scheuchzeriaceae
Typhaceae
Sparganiaceae
Pandanaceae
Aponogetonaceae
Potamogetonaceae
orden Liliales
Liliaceae
Stemonaceae
Pontederiaceae
Cyanastraceae
Philydraceae
Commelinaceae
Xyridaceae
Mayacaceae
Juncaceae
Eriocaulaceae como Eriocaulonaceae [sic]
Thurniaceae
Rapateaceae
Najadaceae como Naiadaceae [sic]
orden Arales
Cyclanthaceae
Araceae
Lemnaceae
orden Palmales
Palmae como Palmaceae [sic]
orden Graminales
Restionaceae
Centrolepidaceae
Flagellariaceae
Cyperaceae
Poaceae
2 subclassis Cotyloideae
orden Hydrales
Vallisneriaceae sin.: Hydrocharitaceae
orden Iridales
Amaryllidaceae
Haemodoraceae
Iridaceae
Velloziaceae
Taccaceae
Dioscoreaceae
Bromeliaceae
Musaceae
Zingiberaceae
Cannaceae
Marantaceae
orden Orchidales
Burmanniaceae
Orchidaceae

- 2 classis Oppositifoliae sin.: Dicotyledoneae
1 subclassis Strobiloideae
1 superorden Apopetalae-Polycarpellatae
ordem Ranales
Magnoliaceae
Calycanthaceae
Monimiaceae
Cercidiphyllaceae
Trochodendraceae
Leitneriaceae
Annonaceae como Anonaceae [sic]
Lactoridaceae
Gomortegaceae
Myristicaceae
Saururaceae
Piperaceae
Lacistemaceae
Chloranthaceae
Ranunculaceae
Lardizabalaceae
Berberidaceae
Menispermaceae
Lauraceae
Nelumbonaceae como Nelumbaceae [sic]
Cabombaceae
Ceratophyllaceae
Dilleniaceae
Winteraceae como Winteranaceae [sic]
orden Malvales
Sterculiaceae
Malvaceae
Bombacaceae como Bombaceae [sic]
Scytopetalaceae
Chlaenaceae sin.: Sarcolaenaceae
Gonystylaceae
Tiliaceae
Elaeocarpaceae
Balanopaceae como Balanopsidaceae [sic]
Ulmaceae
Moraceae
Urticaceae
orden Sarraceniales
Sarraceniaceae
Nepenthaceae
orden Geraniales
Geraniaceae
Oxalidaceae
Tropaeolaceae
Balsaminaceae
Limnanthaceae
Linaceae
Humiriaceae
Rutaceae
Simaroubaceae como Simarubaceae [sic]
Burseraceae
Meliaceae
Malpighiaceae
Trigoniaceae
Vochysiaceae
Polygalaceae
Tremandraceae
Dichapetalaceae
Euphorbiaceae
Callitrichaceae
orden Guttiferales
Theaceae
Cistaceae
Guttiferae como Guttiferaceae [sic]
Eucryphiaceae
Ochnaceae
Dipterocarpaceae
Caryocaraceae
Quiinaceae
Marcgraviaceae
Flacourtiaceae
Bixaceae
Cochlospermaceae
Violaceae
Malesherbiaceae
Turneraceae
Passifloraceae
Achariaceae
Caricaceae
Stachyuraceae
Koeberliniaceae
orden Rhoedales
Papaveraceae
Tovariaceae
Nymphaeaceae
Moringaceae
Resedaceae
Capparaceae como Capparidaceae [sic]
Brassicaceae
orden Caryophyllales
Caryophyllaceae
Elatinaceae
Portulacaceae
Aizoaceae
Frankeniaceae
Tamaricaceae
Salicaceae
Podostemaceae como Podostemonaceae [sic]
Hydrostachyaceae como Hydrostachydaceae [sic]
Phytolaccaceae
Basellaceae
Amaranthaceae
Chenopodiaceae
Polygonaceae
Nyctaginaceae
Cynocrambaceae sin.: Theligonaceae
Bataceae como Batidaceae [sic]
2 superorden Sympetalae-Polycarpellatae
orden Ebenales
Sapotaceae
Ebenaceae
Symplocaceae
Styracaceae
Fouquieriaceae
orden Ericales
Clethraceae
Ericaceae
Epacridaceae
Diapensiaceae
Pyrolaceae
Lennoaceae
orden Primulales
Primulaceae
Plantaginaceae
Plumbaginaceae
Myrsinaceae
Theophrastaceae
3 superorden Sympetalae-Dicarpellatae
orden Gentianales
Oleaceae
Salvadoraceae
Loganiaceae
Gentianaceae
Apocynaceae
Asclepiadaceae
orden Polemoniales
Polemoniaceae
Convolvulaceae
Hydrophyllaceae
Boraginaceae como Borraginaceae
Nolanaceae
Solanaceae
orden Scrophulariales
2 subclassis Cotyloideae
1 superorden Apopetalae
orden Rosales
Rosaceae
Malaceae
Prunaceae
Crossosomataceae
Connaraceae
Mimosaceae
Cassiaceae
Fabaceae
Saxifragaceae
Hydrangeaceae
Grossulariaceae
Crassulaceae
Droseraceae
Cephalotaceae
Pittosporaceae
Brunelliaceae
Cunoniaceae
Myrothamnaceae
Bruniaceae
Hamamelidaceae
Casuarinaceae
Eucommiaceae
Platanaceae
orden Myrtales
Lythraceae
Sonneratiaceae
Punicaceae
Lecythidaceae
Melastomataceae
Myrtaceae
Combretaceae
Rhizophoraceae
Oenotheraceae
Halorrhagidaceae
Hippuridaceae
Cynomoriaceae
Aristolochiaceae
Rafflesiaceae
Hydnoraceae
orden Loasales
Loasaceae
Cucurbitaceae
Begoniaceae
Datiscaceae
Ancistrocladaceae
orden Cactales
Cactaceae
orden Celastrales
Rhamnaceae
Vitaceae
Celastraceae
Buxaceae
Aquifoliaceae
Cyrillaceae
Pentaphylacaceae
Corynocarpaceae
Hippocrateaceae
Stackhousiaceae
Staphyleaceae
Geissolomataceae
Penaeaceae
Oliniaceae
Thymelaeaceae
Hernandiaceae
Elaeagnaceae
Myzodendraceae
Santalaceae
Opiliaceae
Grubbiaceae
Olacaceae
Loranthaceae
Balanophoraceae
orden Sapindales
Sapindaceae
Hippocastanaceae
Aceraceae
Sabiaceae
Icacinaceae
Melianthaceae
Empetraceae
Coriariaceae
Anacardiaceae
Juglandaceae
Betulaceae
Fagaceae
Myricaceae
Julianaceae
Proteaceae
orden Apiales como Umbellales
Araliaceae
Apiaceae
Cornaceae

- 2 superorden Sympetalae
orden Rubiales
Rubiaceae
Caprifoliaceae
Adoxaceae
Valerianaceae
Dipsacaceae
orden Campanulales
Campanulaceae
Goodeniaceae
Stylidiaceae
Calyceraceae
orden Asterales
Helianthaceae
Ambrosiaceae
Heleniaceae
Arctotidaceae
Calendulaceae
Inulaceae
Asteraceae
Vernoniaceae
Eupatoriaceae
Anthemidaceae
Senecionidaceae
Carduaceae
Mutisiaceae
Lactucaceae